# Supermassive Games
Supermassive Games é um estúdio de desenvolvimento de jogos fundado em 2008 e localizado em Guildford, Inglaterra, conhecido pelo lançamento do jogo de aventura e de terror Until Dawn.

## Produção
| Lançamento | Título                                           | Plataforma(s)                                                                   |
| ---------- | ------------------------------------------------ | ------------------------------------------------------------------------------- |
| 2009–2010  | LittleBigPlanet (conteúdo para download)         | PlayStation 3                                                                   |
| 2010       | Big Match Striker                                | Microsoft Windows                                                               |
| 2010       | Tumble                                           | PlayStation 3                                                                   |
| 2010       | Start the Party!                                 | PlayStation 3                                                                   |
| 2010       | Sackboy's Prehistoric Moves                      | PlayStation 3                                                                   |
| 2011       | Start the Party! Save the World                  | PlayStation 3                                                                   |
| 2011–2012  | LittleBigPlanet 2 (conteúdo para download)       | PlayStation 3                                                                   |
| 2012       | Doctor Who: The Eternity Clock                   | Microsoft Windows, PlayStation 3, PlayStation Vita                              |
| 2012       | Killzone HD                                      | PlayStation 3                                                                   |
| 2013       | LittleBigPlanet PS Vita (conteúdo para download) | PlayStation Vita                                                                |
| 2013       | Walking with Dinosaurs                           | PlayStation 3                                                                   |
| 2015       | Until Dawn                                       | PlayStation 4                                                                   |
| 2016       | Until Dawn: Rush of Blood                        | PlayStation VR                                                                  |
| 2016       | Tumble VR                                        | PlayStation VR                                                                  |
| 2017       | Hidden Agenda                                    | PlayStation 4                                                                   |
| 2018       | The Inpatient                                    | PlayStation VR                                                                  |
| 2018       | Bravo Team                                       | PlayStation VR                                                                  |
| 2018       | Shattered State                                  | Google Daydream                                                                 |
| 2019       | The Dark Pictures Anthology: Man of Medan        | Microsoft Windows, PlayStation 4, Xbox One, Nintendo Switch                     |
| 2020       | The Dark Pictures Anthology: Little Hope         | Microsoft Windows, PlayStation 4, Xbox One                                      |
| 2021       | Little Nightmares II: Enhanced Edition           | Microsoft Windows, PlayStation 5, Xbox Series X/S                               |
| 2021       | The Dark Pictures Anthology: House of Ashes      | Microsoft Windows, PlayStation 4, PlayStation 5, Xbox One, Xbox Series X/S      |
| 2022       | The Quarry                                       | Microsoft Windows, PlayStation 4, PlayStation 5, Xbox One, Xbox Series X/S      |
| 2022       | The Dark Pictures Anthology: The Devil in Me     | Microsoft Windows, PlayStation 4, PlayStation 5, Xbox One, Xbox Series X/S      |
| 2023       | The Dark Pictures Anthology: Switchback VR       | PlayStation 5 (PlayStation VR2)                                                 |
| 2024       | Little Nightmares 3                              | Nintendo Switch, PlayStation 4, PlayStation 5, Windows, Xbox One, Xbox Series X |

## Ligação externa
- Sítio oficial